# Megachile affabilis
Megachile affabilis är en biart som beskrevs av Mitchell 1930. Megachile affabilis ingår i släktet tapetserarbin, och familjen buksamlarbin. Inga underarter finns listade i Catalogue of Life.